# Александър Узунов
Александър Узунов е кмет на Община Шумен 5 мандата от 1974 до 1986 г. по времето на най-големия възход и благоустройство на града. Почетен гражданин на Шумен.
Роден е през 1933 г. Завършил е Икономическия университет във Варна (тогава ВИНС). Работил е в БНБ. След като става кмет на Шумен през 1974 г., през 13-те години на управлението си решава много проблеми на града и общината, „свързани с жилищното устройване, детски градини и училища, водоснабдяване, транспорт и др.“ Узунов организира водоснабдяването на Шумен от язовир „Тича“, реконструирани са булевардите „Мадара“, „Велики Преслав“, „Плиска“ и пътя Шумен – кв. „Дивдядово“. Реализирана е широкомащабна програма в чест на 1300-годишнината от създаването на България – цялостна реконструкция на Драматично-куклен театър „Васил Друмев“, завършване строителството на Регионалната библиотека, изграждане на паметник „Създатели на българската държава“. За всички тези заслуги към града и по повод на неговата 75-годишнина през 2008 г. е удостоен със званието „Почетен гражданин на Шумен“.